# Dihydroergokrystyna
Dihydroergokrystyna – organiczny związek chemiczny, pochodna alkaloidów sporyszu. Działa sympatykoadrenolitycznie na tętnice, zmniejsza napięcie małych i większych tętnic, natomiast w żyłach zwiększa napięcie ich ścian.

## Farmakokinetyka
Dihydroergokrystyna wchłania się szybko z przewodu pokarmowego. Biologiczny okres półtrwania wynosi około 2 godziny w pierwszej fazie i około 21 godzin w fazie drugiej. Metabolizm zachodzi w wątrobie.

## Wskazania
- migrena
- naczynioruchowe bóle głowy
- niewydolność układu żylnego
- zespoły żylakowe
- hipotonia ortostatyczna

## Przeciwwskazania
- nadwrażliwość na lek
- zaburzenia czynności wątroby lub nerek
- choroby serca

## Działania niepożądane
- nudności
- wymioty
- niedociśnienie
- skórne odczyny alergiczne

## Preparaty złożone
- Anavenol – tabletki powlekane (0,5 mg metanosulfonianu dihydroergokrystyny, 0,0015 g eskuliny, 0,03 g rutozydu)
- Normatens – drażetki (0,1 mg rezerpiny, 0,5 mg dihydroergokrystyny, 0,005 g klopamidu)
- Venacorn – drażetki (0,58 mg metanosulfonianu dihydroergokrystyny, 0,0015 g eskuliny, 0,03 g rutyny)